# Berufsverband Bildender Künstler*innen Berlin
Der Berufsverband Bildender Künstler*innen Berlin (Eigenschreibweise: berufsverband bildender künstler*innen berlin, kurz: bbk berlin), zuvor Berufsverband Bildender Künstler Berlin, ist ein eingetragener Verein und vertritt die Interessen bildender Künstler in der Öffentlichkeit und gegenüber der Politik. Seinen Mitgliedern bietet er berufliche Dienstleistungen wie etwa Rechtsberatung, Steuerberatung und beruflichen Rechtsschutz.

## Geschichte des BBK Berlin
1950 riefen Renée Sintenis, Richard Scheibe, Karl Schmidt-Rottluff, Hannah Höch, Louise Stomps u. a. zur Gründung eines Berliner Berufsverbandes für Künstler auf. Im selben Jahr entstand die Denkschrift „Kunst in Not“ mit einer Bestandsaufnahme der sozialen Lage bildender Künstler in Berlin. Der Berufsverband versteht sich zunächst als Schutzverband zur Wahrung und Durchsetzung der wirtschaftlichen, aber auch gesellschaftlichen Interessen bildender Künstler in einer demokratischen Gesellschaftsordnung. Von Beginn an setzte er sich für verbesserte soziale Absicherung von Künstler und die Erweiterung ihrer Ausstellungsmöglichkeiten ein. Ein entscheidendes Ereignis in der Geschichte des Verbands stellte der Frankfurter Künstlerkongress im Jahr 1971 dar, in dessen Folge die Künstlersozialversicherung eingeführt wurde.
Auf die Forderungen nach besseren Produktionsbedingungen der Berliner Künstler reagierte der Verband 1973 mit dem Ausbau der seit 1955 bestehenden Druckwerkstatt und der Gründung seiner Kulturwerk GmbH. Ende der 70er Jahre fiand der Modellversuch „Künstlerweiterbildung“ in der Köthener Str. 44, Berlin-Kreuzberg, in Zusammenarbeit mit der HdK (heute UdK) statt. Daraus erwuchs 1980 die Bildungswerk GmbH zur Professionalisierung mit spartenspezifischem Programm für Künstler. Im Jahr 1985 wurde das Kulturwerk mit der Einrichtung einer Bildhauerwerkstatt und in Zusammenarbeit mit dem Land Berlin 2008 um eine Medienwerkstatt erweitert. Mit dem Büro für Kunst im öffentlichen Raum, gegründet 1977 und dem Atelierbüro – Einrichtung der Atelierförderung Berlin 1991 – bilden alle Einrichtungen von kulturwerk und bildungswerk des bbk berlin ein europaweit einmaliges Infrastruktur-Angebot für Berufskünstler.
2016/17 reformierte der Verband seine Satzung und heißt seitdem berufsverband bildender künstler*innen berlin e. V. Zudem wurde für den Vorstand das Modell der zwei Sprecher eingeführt. Aktuelle Satzung | Fassung vom Juli 2024

## Kulturwerk und Bildungswerk des BBK Berlin
Über seine zwei Tochtergesellschaften, das Kulturwerk und das Bildungswerk, deren Alleingesellschafter der BBK Berlin e. V. ist, organisiert der BBK Berlin in Zusammenarbeit mit dem Land Berlin strukturelle Fördermaßnahmen für alle in Berlin arbeitenden bildenden Künstler.
Das Kulturwerk des BBK Berlin GmbH (Eigenschreibweise: kulturwerk des bbk berlin) ist als gemeinnützige GmbH Träger dreier großer künstlerischer Werkstätten, der Bildhauerwerkstatt, der Druckwerkstatt und der Medienwerkstatt. Zum Kulturwerk gehören darüber hinaus das Atelierbüro mit der Atelierförderung Berlin, das insbesondere die Vergabe von öffentlich geförderten Ateliers und Atelierwohnungen in Berlin über einen vom Berliner Senat berufenen Beirat organisiert, und das Büro für Kunst im öffentlichen Raum. Dieses sorgt für qualifizierte Auslobungen künstlerischer Projekte bei öffentlichen Bauvorhaben.
Das Bildungswerk des BBK Berlin GmbH (Eigenschreibweise: bildungswerk des bbk berlin), ebenfalls eine gemeinnützige GmbH, bietet  – gefördert durch den Europäischen Sozialfonds – Qualifikations- und Weiterbildungsveranstaltungen für Berufskunstschaffende an.

## Organisation
Der BBK Berlin ist ein eingetragener Verein, dessen Vorstand alle zwei Jahre von einer Mitgliederversammlung gewählt wird.

## Standorte
Die Geschäftsstelle des bbk berlin und seines kulturwerks, das Atelierbüro, das Büro für Kunst im öffentlichen Raum und das bildungswerk des bbk berlin liegen in der Köthener Straße 44, in der Nähe des Potsdamer Platzes. Die Druckwerkstatt und die Medienwerkstatt sind im Kunstquartier Bethanien am Mariannenplatz 2 (ehemaliges Bethanien (Berlin)). Die Bildhauerwerkstatt hat ihren Sitz an der Panke im Berliner Bezirk Wedding in der Osloer Straße 102.

## Publikationen (Auswahl)
- Kulturwerk des bbk berlin, raumlaborberlin (Hrsg.): Urbane Optionsflächen – Studie zur Untersuchung von Arrondierung aus dem Treuhandvermögen des Landes Berlin. Berlin 2022, ISBN 978-3-00-072202-8 (PDF: 3060 kB auf bbk-kulturwerk.de)
- Martin Schwegmann, Bernhard Kotowski, Maria Haberer: Weißbuch II – Atelierförderung. Herausgegeben vom Kulturwerk des bbk berlin, Atelierbüro. Berlin 2021 (mit Unterstützung der Senatsverwaltung für Kultur und Europa; PDF: 3277 kB auf bbk-kulturwerk.de).
  - Martin Schwegmann, Bernhard Kotowski: Weißbuch I – Atelierförderung. Herausgegeben vom Kulturwerk des bbk berlin, Atelierbüro. Berlin 2019 (PDF: 3629 kB auf bbk-kulturwerk.de).
- Kulturwerk des bbk berlin, raumlaborberlin (Hrsg.): Art City Lab 2 – Neue Räume für die Kunst. ZK/U Press, Berlin 2019, ISBN 978-3-945659-14-4 (deutsch/englisch).
- Kulturwerk des bbk berlin, Atelierbüro (Hrsg.): Atelierförderung Berlin 1993–2003. Berlin 2003.
- Kulturwerk des bbk berlin (Hrsg.): Sektor: Artists’ Services Berlin, Kulturwerk, Association of Visual Artists Berlin. Die Gestalten, Berlin 1996, ISBN 3-931126-07-2 (englisch).
- Verein Berliner Künstler, bbk berlin (Hrsg.): Zweitakt: Bildende Kunst aus Berlin Ost und Berlin West. Berlin 1990, ISBN 3-89181-430-5.
- Berufsverband Bildender Künstler Berlin, Hochschule der Künste Berlin (Hrsg.): HdK – und dann? HdK-Pressestelle, Berlin 1987, ISBN 3-924206-23-6.
- Bildungswerk des bbk berlin (Hrsg.): 30 Jahre BBK – Ausstellung des Berufsverbandes Bildender Künstler Berlins. Staatliche Kunsthalle Berlin, 1980, OCLC 75642988 (Tagungsband; Vorwort von Dietrich Stobbe, Berlins Regierender Bürgermeister).

Zeitschrift
- Kulturwerk des bbk berlin (Hrsg.): kunststadt – stadtkunst. Informationsdienst des Kulturwerks des bbk berlin, ZDB-ID 2898118-2 (erscheint jährlich; Infoseite).